# Rathenauplatz (Köln)
Der Rathenauplatz ist ein 2,77 Hektar großer Park im Kölner Stadtteil Neustadt-Süd. Er liegt, umgeben von dichter Bebauung, im Carré Roonstraße, Zülpicher Straße, Dasselstraße und Lindenstraße.

## Anlage des Stadtviertels
Das Gebiet um den späteren Rathenauplatz lag außerhalb der Stadtmauer und diente als freies Feld dem Ackerbau. Über mehrere Jahrzehnte bemühten sich Stadtrat und Bürger auf administrativer Ebene das die Stadt einschnürende Festungswerk aufzubrechen, bis 1881 mit dem Abriss der mittelalterlichen Stadtmauer begonnen werden konnte. Die an den Fiskus zu zahlenden zwölf Millionen Mark für die alte Umwallung wurden durch Grundstücksverkäufe aufgebracht. Die Ausführung der Kölner Neustadt nach den Plänen des damaligen Stadtbaumeisters Josef Stübben, folgte unmittelbar mit dem Brechen der ersten Lücke in die Stadtmauer.
In der Mitte des Viertels sollte an der Roonstraße ein Park in Dreiecksform entstehen. Stübben hatte ihn als Festplatz, mit Königsdenkmal, Flaggenmasten und Springbrunnen konzipiert. Der projektierte „Volksgarten“ wurde schließlich jedoch an anderer Stelle realisiert. Bis zum Jahr 1890 war die Roonstraße nur mäßig bebaut. Auch die Bebauung an der Lochner- und der Meister-Gerhard-Straße setzte erst ein, während die Görresstraße erst ein paar Jahre später erschlossen werden sollte. Im Zuge des Ausbaus wurden Teile des Geländes am Rand der „Weyer- oder Kreuzkaul“, einer zwischen Stadtmauer und erstem Festungsrayon liegenden sumpfigen Senke, durch Aufschüttungen als Bauland nutzbar. Die Häuser wurden wegen des feuchten Untergrunds doppelt unterkellert und sind über die Kellergeschosse teilweise miteinander verbunden.

## Anlage des Platzes

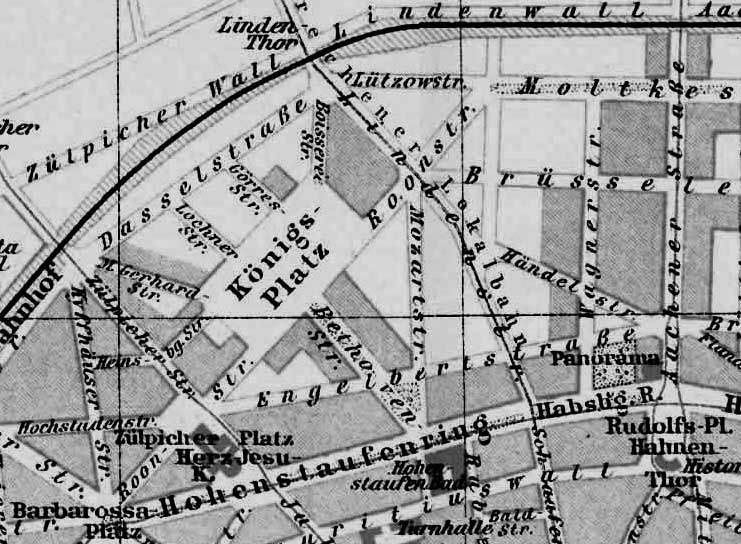
Königsplatz um 1910

Die übrig gebliebene Senke war ein Feuchtgebiet und lag für Bauvorhaben zu tief. Da man mit diesem Gebiet nichts anfangen konnte, wurde es in eine Grünfläche umgewandelt. Verwirklicht wurde eine vom städtischen Gartendirektor Adolf Kowallek vorgeschlagene Begrünung des ca. 27.700 m² großen Platzes: Rundum eine Allee mit Platanen, in der Mitte eine mit Sträuchern umrandete Rasenanlage. Insgesamt wurden mehr als 200 Bäume und 260 Meter blühende Sträucher, insbesondere Flieder, gepflanzt. An zwei Punkten legte man Kinderspielplätze an, zahlreiche Bänke boten ausreichende Sitzgelegenheiten. Um den Platz mit den angrenzenden Straßen zu verbinden, wurden entsprechende Wege angelegt.
Eine Benennung des Platzes nach König Friedrich Wilhelm IV. von Preußen (1795–1861) scheiterte 1887 in der Ratsversammlung, woraufhin man sich auf den Namen Königsplatz verständigte.
Nach der Ermordung Walther Rathenaus im Juni 1922 erfolgte auf Antrag der sozialdemokratischen Fraktion im Stadtrat 1923 die Umbenennung in Rathenauplatz.
Den Namen dieses ihnen verhassten Juden und Repräsentanten der Weimarer "Systemzeit" ersetzten die Nazis sofort nach ihrer Machtergreifung 1933 durch den ihres "Märtyrers" Horst Wessel.
Seit dem Ende der NS-Zeit heißt der Platz gegenüber des mächtigen Synagogenbaues an der Roonstraße wieder Rathenauplatz.

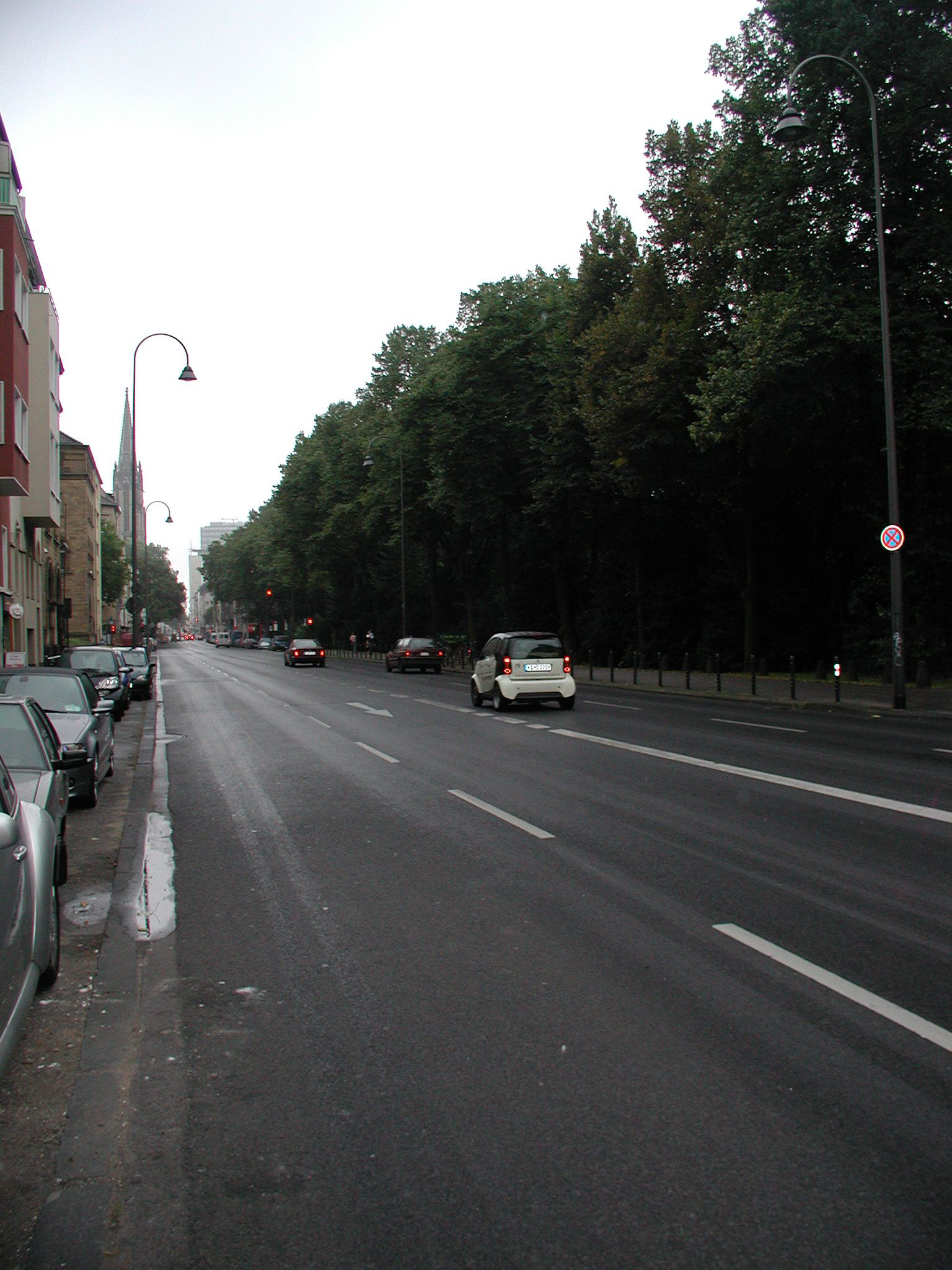
Roonstraße, Rathenauplatz
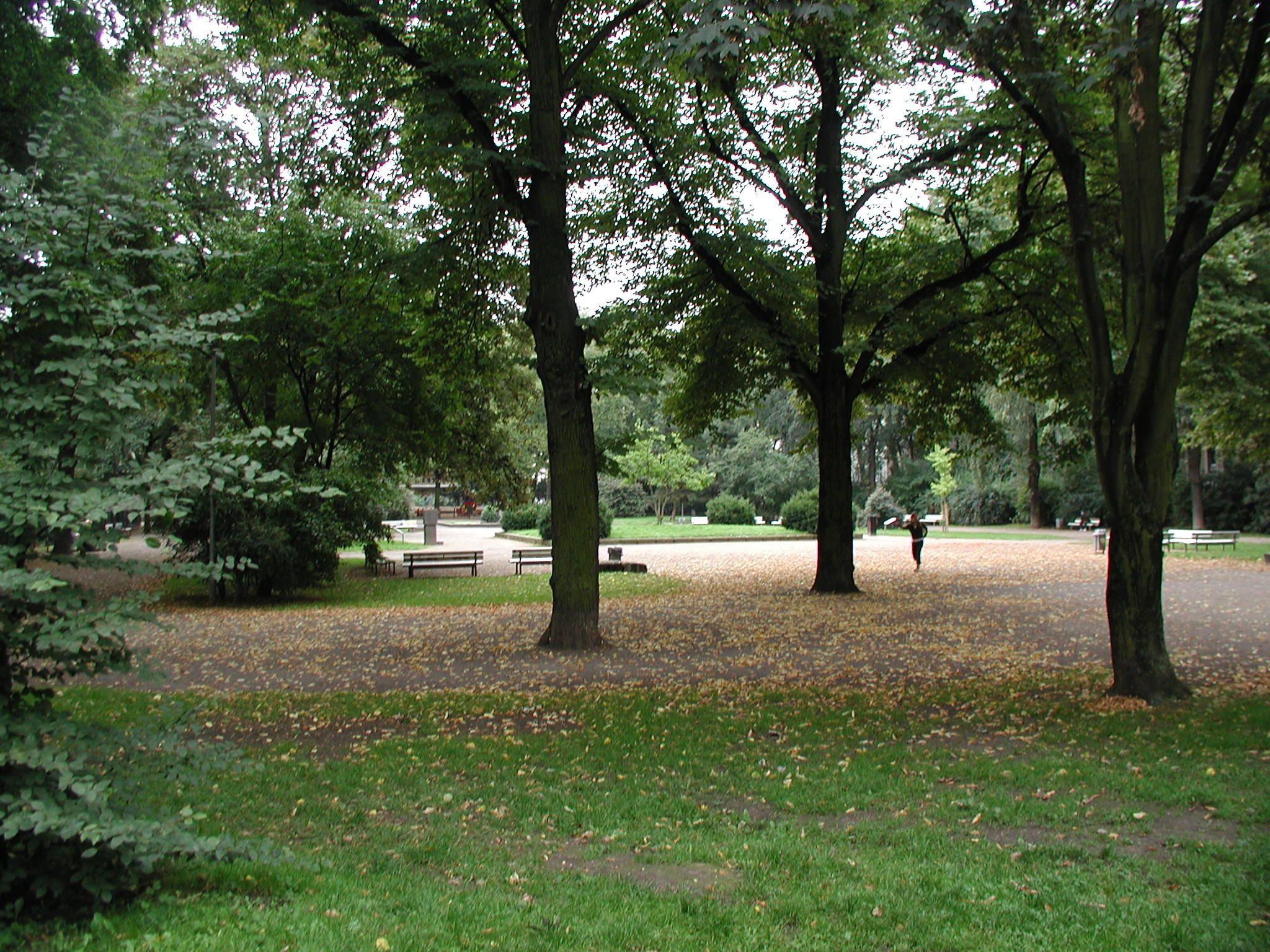
Rathenauplatz, Detail
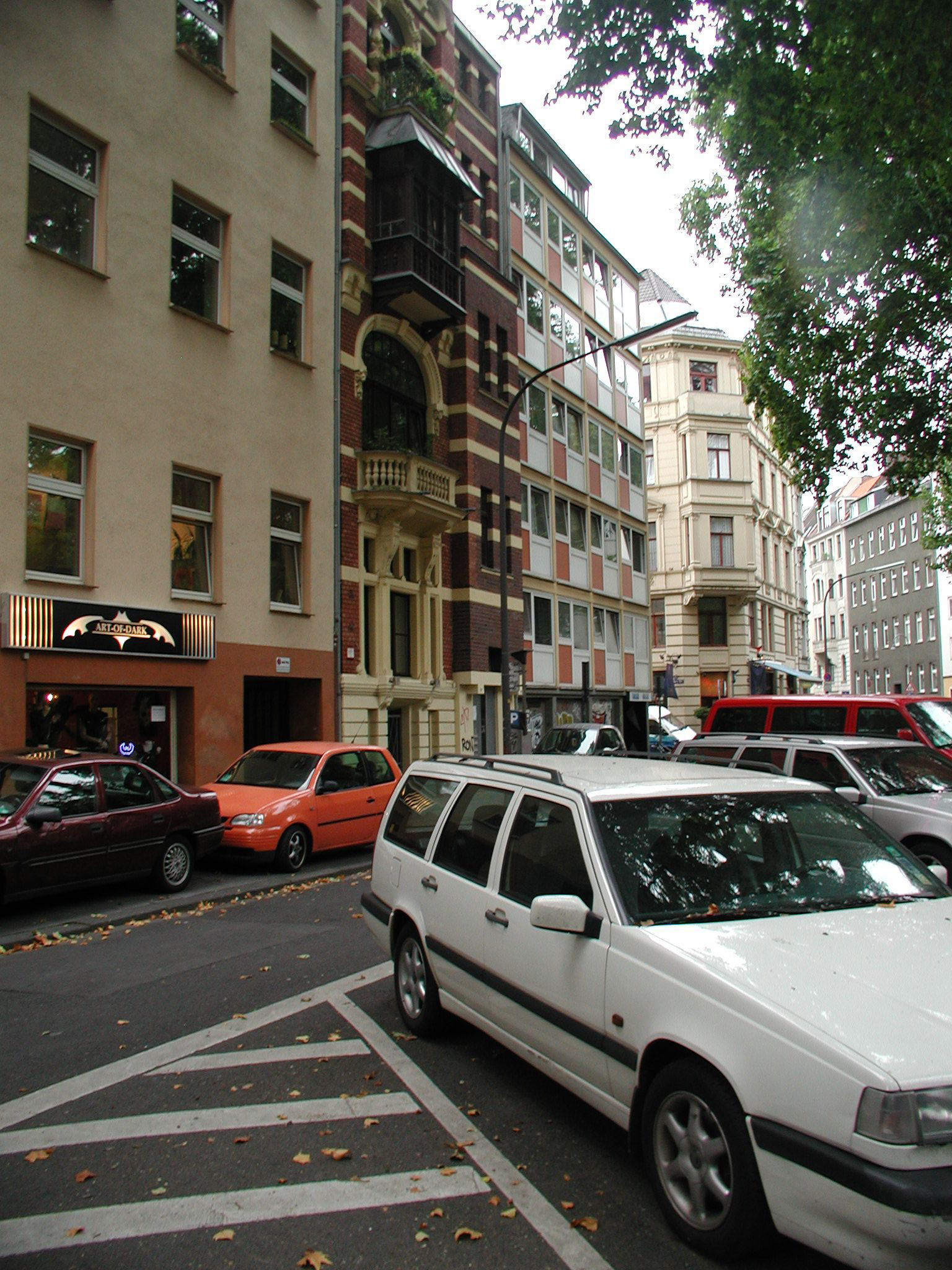
Rathenauplatz, Südseite
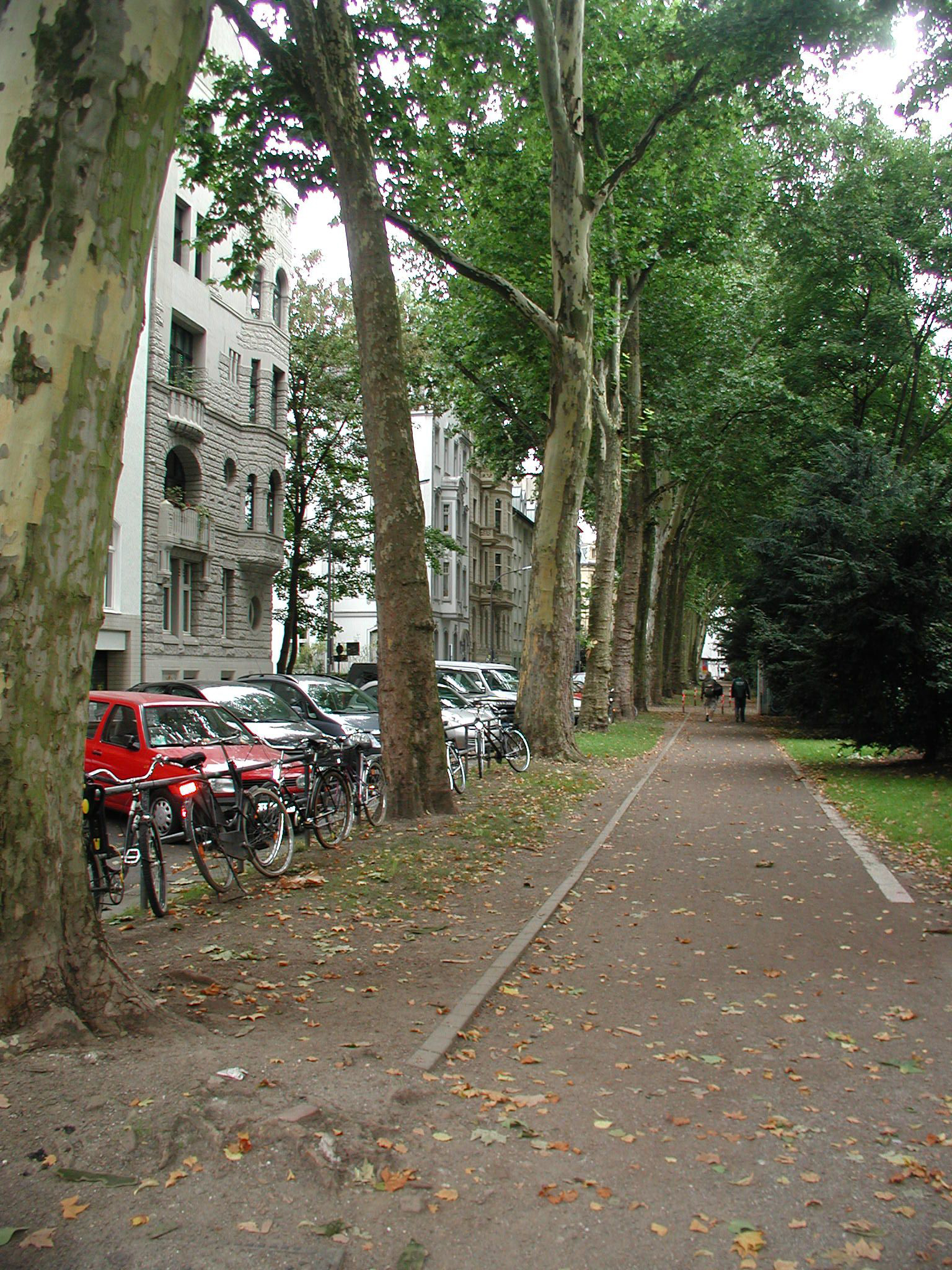
Rathenauplatz, Westseite

## Rathenauviertel
Während beispielsweise Kriel, Nippes oder Mülheim im Zuge der Eingemeindungen von einer eigenständigen Gemeinde zu einem Kölschen Veedel wurden, entstand dies Viertel infolge der 1881 begonnenen Stadterweiterung auf dem Reißbrett.
Das Wohngebiet zwischen Ringstraßen und Universität heißt heute offiziell Rathenauviertel nach dem Platz in seiner Mitte, ist aber auch bekannt unter Zülpicher Viertel (nach dem Beginn der Zülpicher Straße ab dem Zülpicher Platz), als Univiertel wegen seiner Nähe zur Universität oder als Kwartier Latäng.
Im Kwartier Latäng, in Anspielung auf das Pariser "Quartier Latin", befinden sich zahlreiche kleine freie Theater, es ist ein Veedel mit Szenekneipen und Gaststätten mit vielfältiger auch ausländischer Küche. 1977 gründet sich die Bürgergemeinschaft Rathenauplatz e.V., die seit 2000 einen Biergarten im Park in der Platzmitte betreibt.

### Boisseréestraße
nach Sulpiz Boisserée (1793–1854), Kunstkenner, Sammler und Förderer des Domfortbaues.

### Görresstraße
nach Josef Görres (1776–1854), neben Sulpiz Boisserée und August Reichensperger einer der Initiatoren des Zentral-Dombau-Vereins zu Köln.

### Dasselstraße
nach Rainald von Dassel († 1167), Erzbischof von Köln

### Lochnerstraße

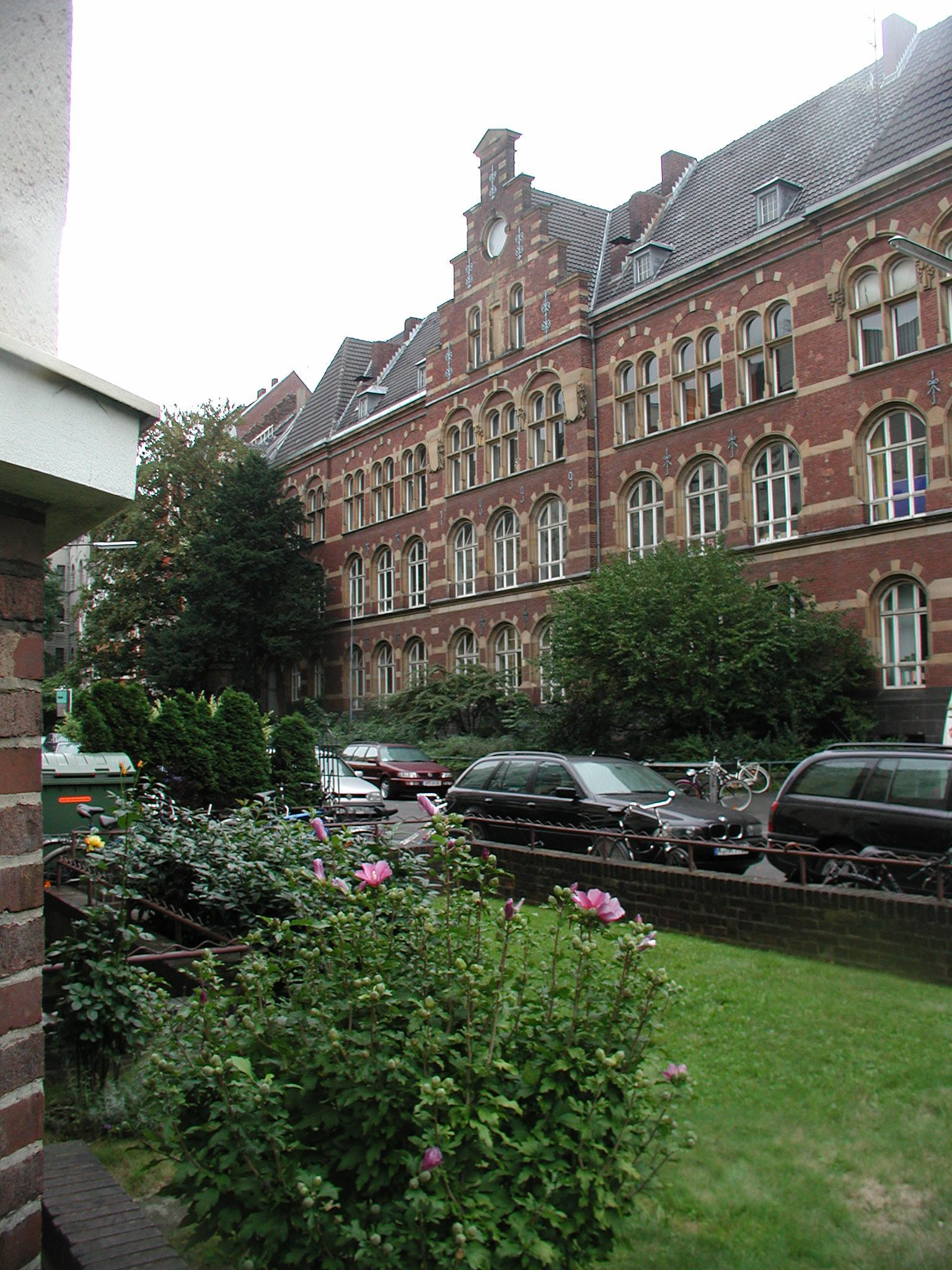
Stephan-Lochner-Grundschule

Stefan Lochner malte 1442 den heute im Dom aufgestellten Altar der Stadtpatrone.

#### Schule Lochnerstraße
In einem dreigeschossigen repräsentativen Backsteinbau, der 1897–99 von Stadtbaumeister Friedrich Carl Heimann errichtet wurde, ist heute die Stephan-Lochner-Grundschule untergebracht. Das Gebäude fällt durch den seine Mittelachse betonenden Stufengiebel auf. Solche Schulgebäude mit ihrer aufwändigen Fassadengestaltung wurden im Sprachgebrauch damals als „Schulpalast“ bezeichnet, griffen sie doch in ihrer Architektur Gestaltungselemente des Schlossbaus auf.
Da die Schülerzahlen zurückgehen, wird ein Teil des Gebäudes von dem nahegelegenen Berufskolleg an der Lindenstraße genutzt.

### Meister-Gerhard-Straße
Meister Gerhard von Ryle (um 1248) war der erste Kölner Dombaumeister.

### Heinsbergstraße
Philipp von Heinsberg war von 1168 bis 1191 Erzbischof von Köln.

### Roonstraße
Entlang der Roonstraße (nach Albrecht von Roon) gegenüber der Synagoge wird auf dem Rathenauplatz, vom Verkehr durch Bäume und Buschwerk abgeschirmt, im Sommer oft Boule und Pétanque gespielt und den Kindern beim Spielen auf dem Spielplatz zugesehen.

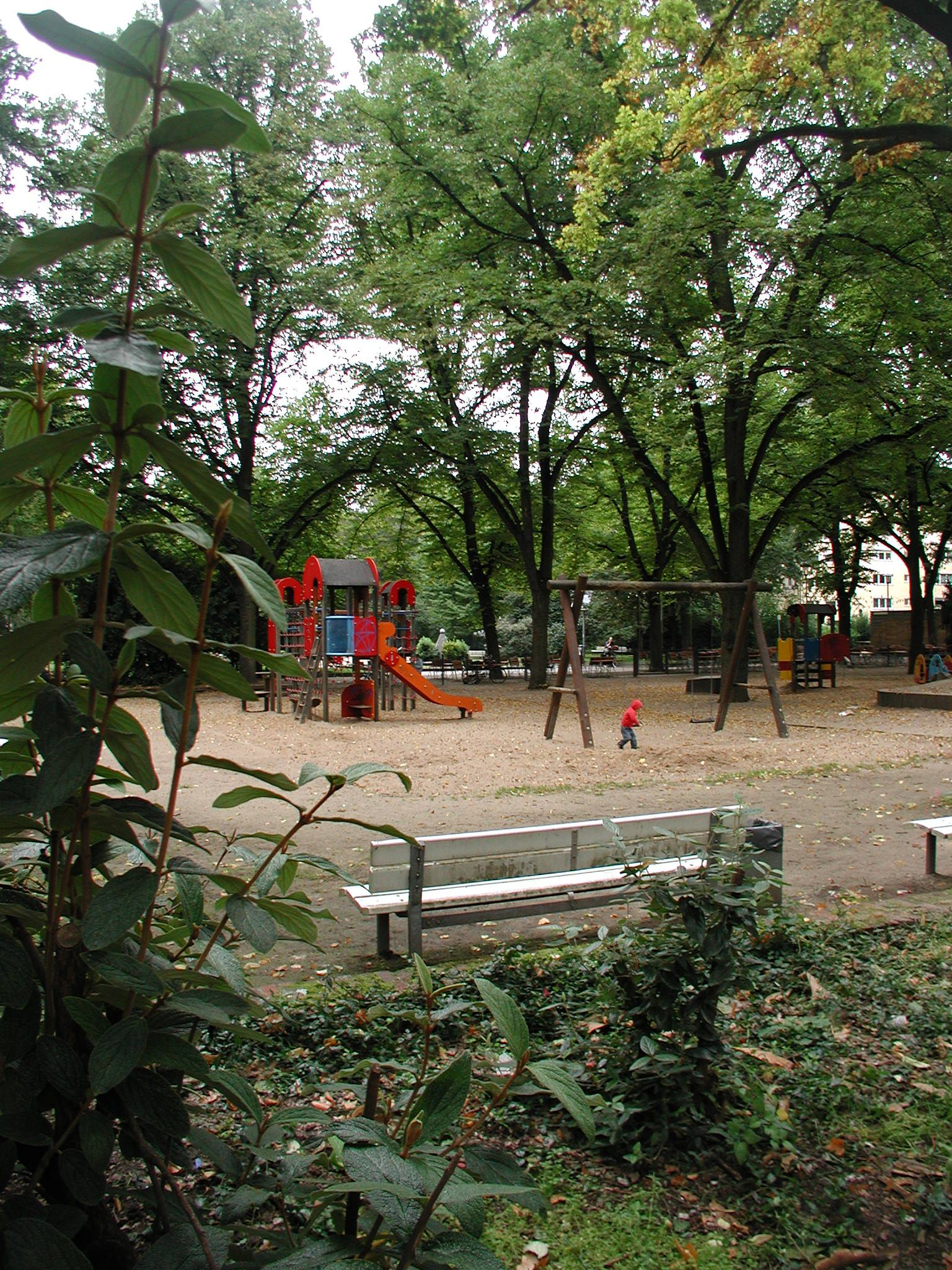
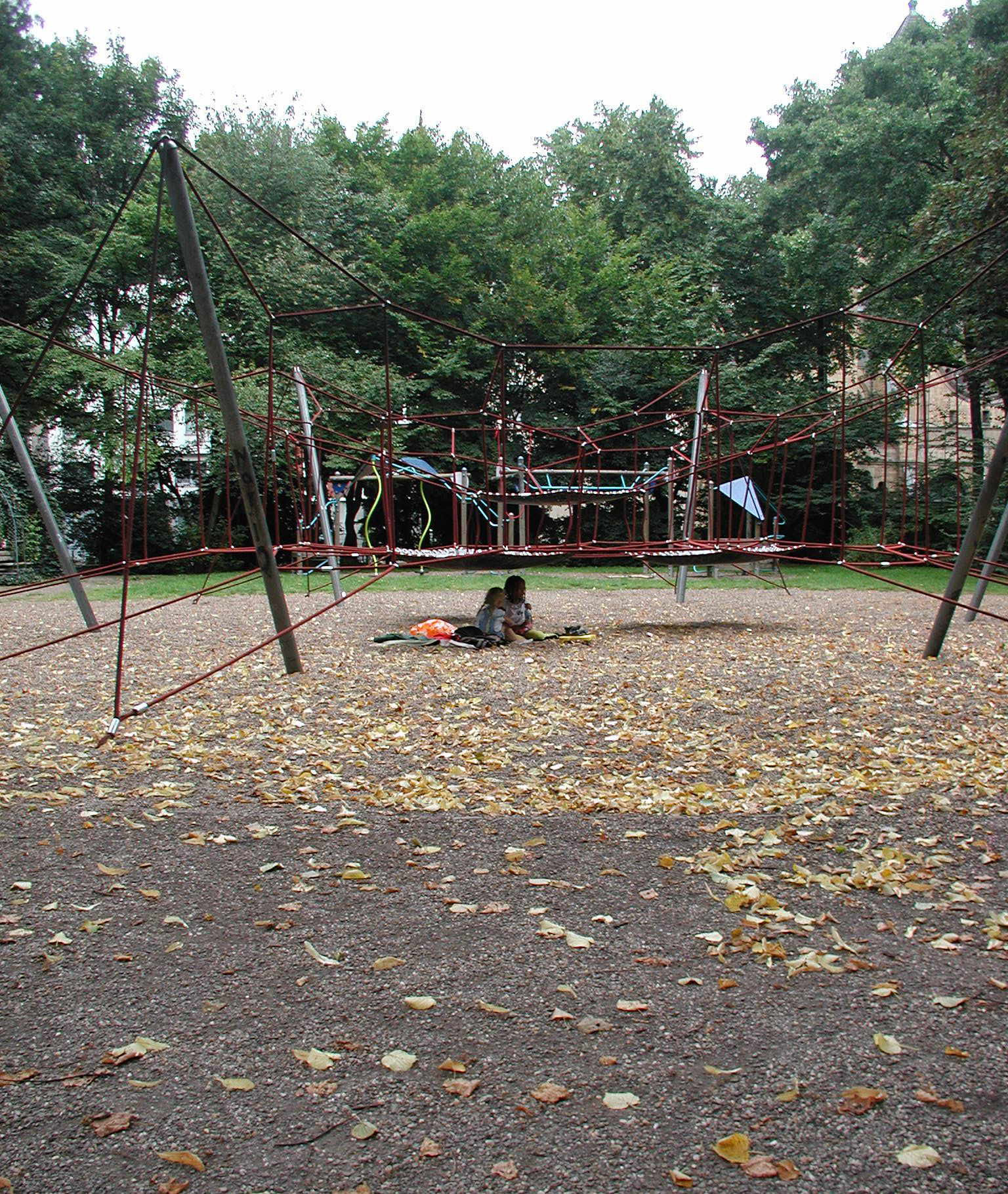
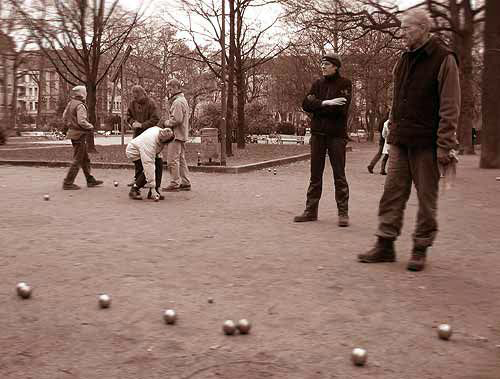

#### Synagoge Roonstraße
Die Kölner Synagoge, das den Platz bestimmende Gebäude, wurde von 1895 bis 1899 nach Entwürfen des Kölner Architekturbüros Schreiterer & Below im Stil der Neuromanik erbaut. In der Reichspogromnacht 1938 verwüstet, stellte in den Jahren 1958/59 der Kölner Architekt Helmut Goldschmidt, einer der Repräsentanten des modernen jüdischen Sakralbaus der Nachkriegszeit in Deutschland, das Gotteshaus wieder her.

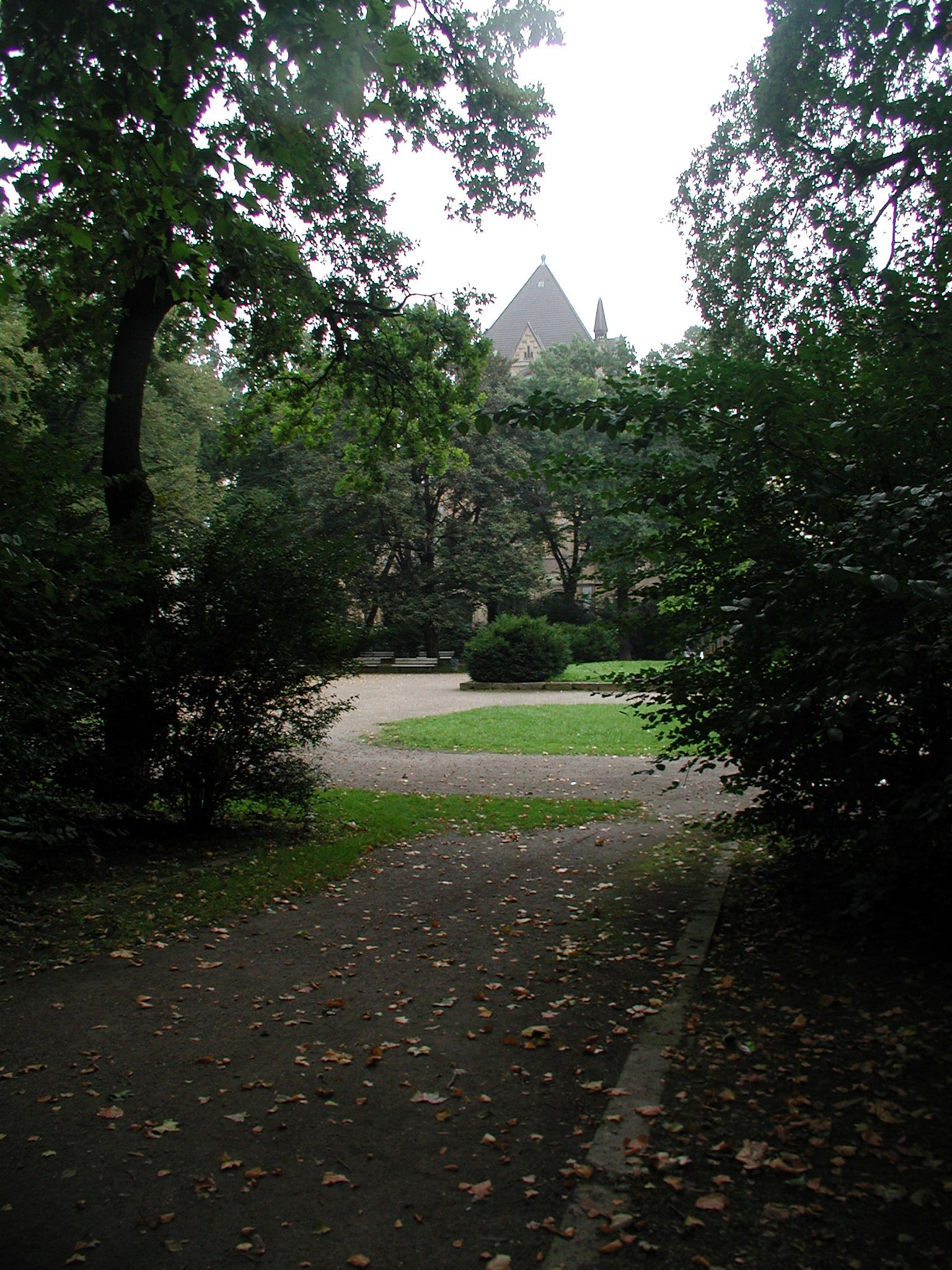
Blick durch den Park
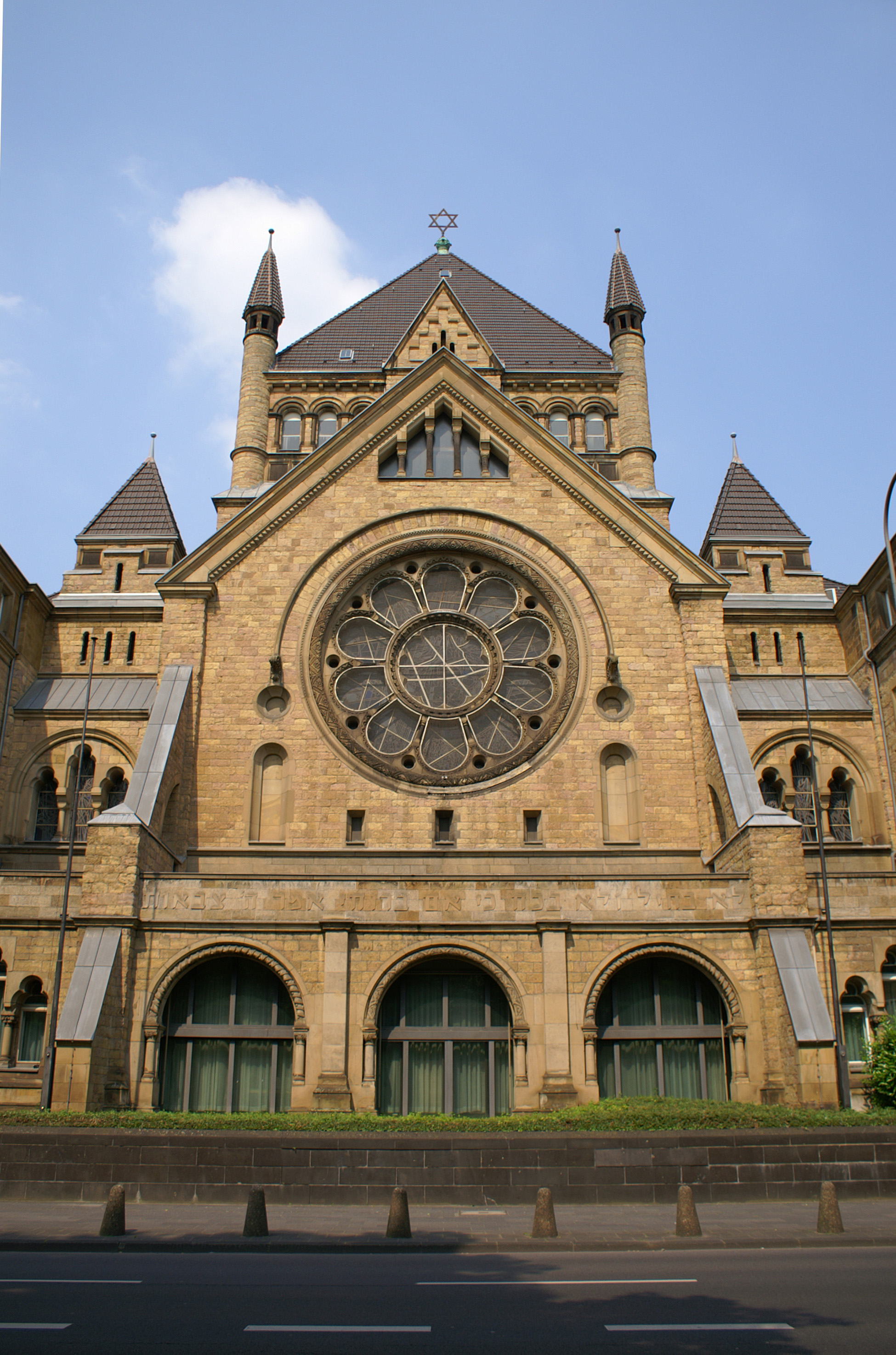
Synagoge Roonstraße

Der Innenraum erhielt eine vollständige Neufassung. Die Synagoge mit ihren Nebengebäuden ist religiöses und kulturelles Zentrum der Synagogen-Gemeinde Köln. Sie ist ausgestattet mit Mikwe (Ritualbad), Festsaal, Gedenkhalle, Museum und einem koscherem Restaurant.